# Marcello Sorce Keller
Marcello Sorce Keller (* 20. Juli 1947 in Mailand, Italien) ist ein schweizerisch-italienischer Musiker, Musikhistoriker und Musikethnologe.

## Herkunft und Ausbildung
Sorce Keller studierte am Conservatorio di Milano Komposition und an der Università degli Studi di Milano Sozialwissenschaften. Mit einer Arbeit über die orale Tradierung der regionalen Musik Trients (Italien) erhielt er an der University of Illinois at Urbana-Champaign den Grad Ph.D in Musikwissenschaft. 

## Musikforschung und Vermittlung
Die Forschungstätigkeiten von Sorce Keller umfassen Studien zur philosophischen Ästhetik, Musikgeschichte, Musikethnologie, Musiksoziologie und Musikpolitik. Er unterrichtet wahlweise an Universitäten in der Schweiz, Italien, den USA, Australien und Malta. Seit mehreren Jahren produziert er für das italienischsprachige Schweizer Radio die Sendung Note di libertà, die der musikalischen Vielfalt und ihrer Vermittlung an ein breites Publikum verpflichtet ist. 

## Publikationen
Sorce Keller publizierte Artikel in Lexika (unter anderen in der Garland Encyclopedia of World Music), wissenschaftlichen Sammelbänden und Zeitschriften. Weitere Veröffentlichungen sind:
- Musica e sociologia. Ricordi, Mailand 1996
- Note in libertà. Storie di musica e musicisti. Radiotelevisione svizzera di lingua italiana, Rete due, Lugano 2005
- Hrsg. zusammen mit Philip V. Bohlman und Loris Azzaroni: Musical Anthropology of the Mediterranean. Interpretation, Performance, Identity. Clueb, Bologna 2009
- What Makes Music European. Looking beyond Sound. Scarecrow Press, Lanham 2012